# Karolew (Zgierz)
Pour les articles homonymes, voir Karolew.
Karolew est une localité polonaise de la gmina d'Aleksandrów Łódzki, située dans le powiat de Zgierz en voïvodie de Łódź.